# Axel Johansson (atlet)

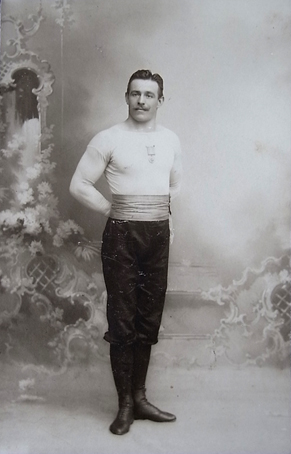
Axel Johansson cirka 1905.

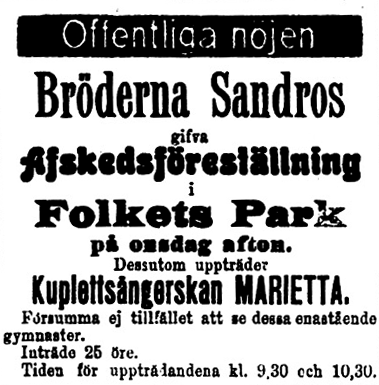
Reklam för Bröderna Sandros avskedsföreställning i Kalmar sommaren 1909.

Axel Fredrik Johansson, född 5 november 1880 i Adolf Fredriks församling, Stockholm, död 1952 i New York, USA, var en svensk atlet, akrobat och vaudevilleartist. Hans artistbana inleddes i hemstaden på scener som Mosebacke och Sveateatern/Sveasalen. Han var äldsta barnet till  Johan Erik Johansson (1856-1897) och Johanna Lovisa Johansson (1851-1928), han född i Björnlunda och hon i Halmstad. Fler personuppgifter finns i Anbytarforum, lämpligt sökord 'Betty Anker Trio'.
1911 emigrerade Axel Johansson till USA. De följande åren framträdde han  på den amerikanska kontinenten tillsammans med kollegan Gustaf "Gus" Wetterholm under namnet Sandros Bros, vilket ändrades till Betty Anker Trio och Ankar Trio sedan tyskfödda Betty Anker.
Deras artistbana kan följas under kommande decennier: Ett vykort (Tarjeta Postal) sänt från Montevideo, Uruguay 1920, visar bilden av Betty Anker Trio i akrobatklädsel, i bifogad text (en auktionsfirmas) felaktigt kallad "Singers". Efter att ha gästat Argentina samma år och Kuba 1921 framträdde de som Ankar Trio vid Danbury Fair i staten New York i september 1922 - i annonsen kallade ”gymnasts” - och återfanns den 14 februari 1923 under rubriken Vaudeville Bills inför sina framträdanden (every day) i Lexington, Kentucky. 
Som soloartist framträdde Axel Johansson under namnet "Axello, the modern Samson" (= svenska Simson)